# メルヴィン・シュワーツ
メルヴィン・シュワーツ（Melvin Schwartz、1932年11月2日 - 2006年8月28日）はアメリカ合衆国の物理学者。1988年、ニュートリノビーム法、およびミューニュートリノの発見によるレプトンの二重構造の実証により、レオン・レーダーマン、ジャック・シュタインバーガーと共にノーベル物理学賞を受賞。

## 経歴
世界大恐慌の中、ニューヨーク市で生まれ育ち、ブロンクス科学高校へ通う。12歳で物理学に興味を持った。
コロンビア大学で学部課程を修了。当時、ノーベル物理学賞を受賞したイジドール・イザーク・ラービが物理学科の学科長を務めていた。ラービは6つのノーベル賞受賞プロジェクトを13年間運営し、後にノーベル賞を受賞する6人の学生やポスドク研究者を育てた。シュワーツは大学院課程でもコロンビア大学に残り、1958年に同校で助教授に就任。ジャック・シュタインバーガーは彼のメンターであり友人であった。彼らがノーベル賞を受賞した実験は、物理学者の李政道の着想による。
1966年、コロンビア大学で17年過ごした後、スタンフォード線型加速器センターが完成間近のスタンフォード大学へ移った。
1970年代になると、ディジタル・パスウェイの社長に就任。1991年、ブルックヘブン国立研究所で高エネルギー物理学、原子物理学の上席研究官に就任した。同時に、コロンビア大学に戻り物理学の教授になった。1994年にI. I. ラービ物理学教授職に就いた後、2000年にラービ名誉教授として引退し、アイダホ州に移った。